# Frigidnost
Frigidnost je termin koji se rabi u značenju emocionalno-seksualne „hladnoće“ ili seksualnog poremećaja koji se sastoji od nesposobnosti za seksualno uzbuđenje ili za doživljaj orgazma kod žena. Prema današnjim shvaćanju, taj pojam je višestruko uvjetovan psihodinamičkim razlozima te je neophodna dubinsko-psihološka terapija.